# Klaashensche Mühle
Die Klaashensche Mühle ist ein Galerieholländer in der Gemeinde Schweindorf im Landkreis Wittmund in Niedersachsen. Die Windmühle befindet sich am Mühlenweg in Schweindorf.

## Geschichte

### Vorgängerbau
Bereits 1874 entstand der Vorläufer der heutigen Mühle als erste Mühle in Schweindorf. Der Müller Tönjes Eckhoff errichtete einen einstöckigen Galerieholländer mit Segelgatterflügeln, die über einen Steert nachgeführt wurde. Der Achtkant und die Kappe waren mit Reet eingedeckt. Die Mühle verfügte über einen Pelde-, einen Weizen- und einen Brechgang. 1901 erwarb der Lehrer Johann Klaashen die Mühle. Im August 1906 brannte die Mühle wegen eines heiß gelaufenen Antriebsgetriebes ab.

### Derzeitige Mühle
Nach dem Brand ließ Johann Klaashen 1907 den heutigen zweistöckigen Galerieholländer mit Steert errichten. 1932 entstanden durch Blitzeinschlag Schäden am Mauerwerk und an einer Flügelspitze. 1949 ging die Mühle in den Besitz von Dietrich Klaashen und seiner Schwester über. Aufgrund von Baufälligkeit mussten 1961 die Flügel, die Kappe und die Galerie demontiert werden. Ohne Windkraft wurde die Mühle mit einem Elektromotor weiter betrieben. Unter dem letzten Müller Heino Klaashen erfolgte 1965 die endgültige Stilllegung. In den nachfolgenden Jahren wurden die Gebäude dann von der örtlichen Raiffeisengenossenschaft als Lagerräume genutzt. Nach der Auflösung der Raiffeisengenossenschaft im Jahr 1992 verfielen die noch verbliebenen Teile der Mühle immer mehr.
Im Februar 1992 wurde der Mühlenstumpf von einer Eigentümergemeinschaft aufgekauft und im Juni 1992 erfolgte die Gründung des Schweindorfer Mühlenvereins mit dem Ziel der Erhaltung und Instandsetzung der Mühle. Die Restaurierung der Mühle erfolgte in den nächsten Jahren in mehreren Einzelschritten. 1993 wurde zunächst der Achtkant demontiert und am Boden neben dem Mühlengebäude restauriert. 1995 entstand ebenfalls am Boden eine neue Galerie. Parallel dazu wurde die Dachkonstruktion des Mühlentorsos instand gesetzt. Am 14. Oktober 1995 wurde mit Hilfe eines Autokrans die umlaufende Galerie auf den Mühlenstumpf gehoben, anschließend der Achtkant wieder aufgesetzt. 1996 erfolgte die Erneuerung der Böden im Innern der Mühle und im Herbst 1997 konnte die Sanierung des Klinkermauerwerks des Mühlenunterbaus abgeschlossen werden. Am 4. Juli 1998 konnte eine neue Mühlenkappe auf den Achtkant der Mühle gesetzt werden und im Oktober 1998 wurde der Steert angebracht, mit dem die Mühlenkappe in den Wind gedreht wird. Höhepunkt der Restaurierungsarbeiten war die Montage der neuen Flügel im August 2001. Beim Mühlenfest 2002 feierte man schließlich die gelungene Restaurierung der Klaashensche Mühle, bei der insgesamt rund 320.000 D-Mark investiert wurden. Am 17. September 2002 wurde die Mühle mit textilen Segeln an den Mühlenflügeln ausgerüstet.

## Veranstaltungen
- Deutscher Mühlentag am Pfingstmontag
- Mühlenfest im August